# Ludwig Richter
Adrian Ludwig Richter, född den 28 september 1803 i Dresden, död den 19 juni 1884, var en tysk målare. Han var morfar till Johannes Kretzschmar.
Richter fick sin första undervisning av sin far, kopparstickaren Carl August Richter, gjorde sedan från 1820 studieresor till Frankrike, Schweiz och Italien, levde 1823-1826 i Rom, blev 1828 teckningslärare vid porslinsfabriken i Meissen och 1836 lärare vid akademien i Dresden. År 1848 blev han direktör för denna akademi och för målningsgalleriet. Som landskapsmålare tog han under sin vistelse i Rom starka intryck av J.A. Koch och Julius Schnorr (han är representerad av italienska landskap i museerna i Dresden, Frankfurt, Leipzig med flera; Berlins nationalgalleri äger en Bebådelse med Rom och Peterskyrkan i bakgrunden, signerad 1820). Han illustrerade Musæus "Volksmärchen", Hebels "Allemannische Gedichte", Schillers "Die Glocke" och Bechsteins sagor. Sitt allra bästa område fann han som tecknare.
Georg Nordensvan skriver i Nordisk familjebok: "Han har blifvit kallad den gamla goda tidens borgerskaps romantiker, är äkta tysk i sin vänliga humor och i sin hemkänsla, i sina skildringar af familjelif på landet och i småstäder, liksom af poetiskt och sorglöst vagabondlif. Hans bilder för smått folk fingo snart insteg i Tysklands alla barnkammare och ha spelat en betydande roll i folkets uppfostran till fromhet, vördnad för det fäderneärfda, kärlek till nästan, till djuren och naturen. All surmulenhet och gudsnådlighet är absolut främmande för hans sunda, glada, harmoniska blick på lifvet och människorna."
Den mest betydande av hans samlingar av teckningar, reproducerade i träsnitt, är Fürs Haus (1858-61); bland övriga serier kan nämnas Erbauliches und beschauliches, Das Vater-unser, Der Sonntag och Unser täglich Brot. Han utförde även en mängd raderingar varibland ett 70-tal utsikter från Dresdens omgivningar. Stora samlingar av hans teckningar finns i handteckningssamlingarna i Dresden och i Berlins nationalgalleri. Många Richteralbum utkom 1848 ff. Richters staty avtäcktes 1898 på Brühlska terrassen i Dresden. Hans självbiografi utgavs 1885 (2 delar, flera upplagor).

## Eftermäle
Asteroiden 11854 Ludwigrichter är uppkallad efter honom.